# 敏感!エコノクエスト
『敏感!エコノクエスト』（びんかん エコノクエスト）は、1991年4月11日から同年9月19日までTBS系列局で放送されていたクイズ番組である。全24回。毎日放送とテレビマンユニオンの共同製作。放送時間は毎週木曜 20:00 - 20:54 （日本標準時）。

## 概要
経済関連のクイズを出題していた番組で、板東英二と宮田佳代子が司会を務めていた。
解答者（パネラー）席は5枠あり、1枠から4枠までが1人で、5枠のみが2人1組で解答する「チャレンジャー席」となっていた。当初は視聴者参加型（2人1組で参加することが条件）で行われていたが、後に芸能人のみが参加する形式に変更された。
基本的には、「輝ける貧乏物語」というコーナーで出題する芸能人の貧乏時代のエピソードクイズが最終問題になっていたが、後期においては後述の早押しクイズが最終問題になることもあった。最終回では司会の板東英二自身の「貧乏物語」が出題されたが、この問題に限り、得点は賭け点無しの30点となった。
オープニングテーマの作曲者は渡辺俊幸。

## ルール
書き問題はフリップ形式で尚且つモニター表示となっていた。

### 前期のルール
- 解答席の背部には、席によって色が異なる筒型の電飾が設置され、正解したときはその電飾が点灯される演出だった。
- 解答者にはあらかじめ20・40・60・80・100の「敏感ポイント」が与えられる。
- 問題ごとに敏感ポイントを賭け、正解すれば賭けたポイントの分だけ得点に加算される（値段当て問題では一番近い金額を答えた人が正解。なお、ぴったり当てればポイントの2倍が得点に加算されるが、達成者はいない）。一度賭けたポイントは、次の問題からは賭けられない。
- 最終問題では「バブルチャンス」と称し、賭けたポイントの2倍が得点に加算される。
  - このルールの時代に全問正解達成者がいたが、前半の問題で高敏感ポイントを使い切ってしまい、全問正解ではなかったピンクの電話と同点（最終問題で100敏感ポイントを使い追いつく）になり、同点トップ賞になったことがある。

### 後期のルール
- 敏感ポイントと最終問題以外での賭けシステムが廃止され、最終問題を除く書き問題では一律10点が入るようになった。
- 早押しクイズ（通常問題の早押しクイズ版。最大40点でヒントが出るたびに10点ずつ減る）が導入された。お手つき、誤答は1回休み。
- 映像早押しクイズ（作っている物を当てる、実演販売している物を当てる。最大30点で時間経過とともに10点ずつ減る）が導入された。お手つき、誤答3回でその問題の解答権を失う。
- 最終問題は得点の中から賭け点を出す。正解すれば10点＋賭け点分が加算され、不正解時は賭け点没収（得点が0で賭けられない時には賭けない）。

### 演出
- 解答者席にあるモニターが解答を表示する際の背景色は、当初は青色だったが、後に緑色に変更された。また、正解発表後には、正解者のモニターの背景色が赤色に変わる演出があった。

## 出演者

### 司会
- 板東英二
- 宮田佳代子

### レギュラー
- 丹波哲郎 - 主に1枠で参加。
- 三田寛子 - 主に2枠で参加。
- 和田アキ子 - 初期には3枠で参加。
- ラサール石井
- 舛添要一

### ナレーター
- キートン山田

## スタッフ
- 企画：浦谷年良、山本喜浩、日野原幼紀
- 構成：藤岡俊幸
- テーマ音楽：渡辺俊幸
- タイトルアニメ：森雅章
- 取材スタッフ
  - 演出：大塚修一、倉岡恭一、増田由紀夫
  - 構成：藤岡俊幸、上野良和
  - 演出補：高橋みほ
  - 取材プロデュース：日野淳子
  - リサーチ：福島誠一郎
  - 技術協力：千代田ビデオ、インフ
- TD：島方春樹
- カメラ：加藤孝男
- 音声：竹山裕隆
- VE：深沢武
- 照明：出口勉
- 美術デザイン：越野幸栄
- 美術進行：船場文雄
- 大道具：川久保賢治
- アクリル装飾：関文雄
- システム：上床卓史
- 電飾：渡辺信一
- メイク：山田かつら
- VTR編集：野口善弘
- MA：斉藤義弘
- 音響効果：塩屋吉絵
- TK：多田羅英子
- 広報：根岸桂子（MBS）、尾崎由美
- 演出補：三重野淳平、中嶋順也
- 制作スタッフ：碓井広義、岡本佳子、井上久美
- ディレクター：岡田公伸（MBS）、土橋正道
- プロデューサー：田中文夫（MBS）、浦谷年良
- 技術協力：渋谷ビデオスタジオ
- 美術協力：フジアール
- 製作：テレビマンユニオン、毎日放送

## ネット局
| 放送対象地域   | 放送局                    | 系列           | 放送曜日・放送時間       | 放送体制   | 備考            |
| -------------- | ------------------------- | -------------- | ------------------------ | ---------- | --------------- |
| 近畿広域圏     | 毎日放送（MBS）           | TBS系列        | 木曜 20時00分 - 20時54分 | 同時ネット | 製作局          |
| 北海道         | 北海道放送（HBC）         | TBS系列        | 木曜 20時00分 - 20時54分 | 同時ネット |                 |
| 青森県         | 青森テレビ（ATV）         | TBS系列        | 木曜 20時00分 - 20時54分 | 同時ネット |                 |
| 岩手県         | 岩手放送（IBC）           | TBS系列        | 木曜 20時00分 - 20時54分 | 同時ネット | 現・IBC岩手放送 |
| 宮城県         | 東北放送（TBC）           | TBS系列        | 木曜 20時00分 - 20時54分 | 同時ネット |                 |
| 山形県         | テレビユー山形（TUY）     | TBS系列        | 木曜 20時00分 - 20時54分 | 同時ネット |                 |
| 福島県         | テレビユー福島（TUF）     | TBS系列        | 木曜 20時00分 - 20時54分 | 同時ネット |                 |
| 関東広域圏     | 東京放送（TBS）           | TBS系列        | 木曜 20時00分 - 20時54分 | 同時ネット | 現・TBSテレビ   |
| 山梨県         | テレビ山梨（UTY）         | TBS系列        | 木曜 20時00分 - 20時54分 | 同時ネット |                 |
| 新潟県         | 新潟放送（BSN）           | TBS系列        | 木曜 20時00分 - 20時54分 | 同時ネット |                 |
| 長野県         | 信越放送（SBC）           | TBS系列        | 木曜 20時00分 - 20時54分 | 同時ネット |                 |
| 静岡県         | 静岡放送（SBS）           | TBS系列        | 木曜 20時00分 - 20時54分 | 同時ネット |                 |
| 富山県         | チューリップテレビ（TUT） | TBS系列        | 木曜 20時00分 - 20時54分 | 同時ネット |                 |
| 石川県         | 北陸放送（MRO）           | TBS系列        | 木曜 20時00分 - 20時54分 | 同時ネット |                 |
| 中京広域圏     | 中部日本放送（CBC）       | TBS系列        | 木曜 20時00分 - 20時54分 | 同時ネット | 現・CBCテレビ   |
| 鳥取県・島根県 | 山陰放送（BSS）           | TBS系列        | 木曜 20時00分 - 20時54分 | 同時ネット |                 |
| 岡山県・香川県 | 山陽放送（RSK）           | TBS系列        | 木曜 20時00分 - 20時54分 | 同時ネット | 現・RSK山陽放送 |
| 広島県         | 中国放送（RCC）           | TBS系列        | 木曜 20時00分 - 20時54分 | 同時ネット |                 |
| 山口県         | テレビ山口（tys）         | TBS系列        | 木曜 20時00分 - 20時54分 | 同時ネット |                 |
| 高知県         | テレビ高知（KUTV）        | TBS系列        | 木曜 20時00分 - 20時54分 | 同時ネット |                 |
| 福岡県         | RKB毎日放送（RKB）        | TBS系列        | 木曜 20時00分 - 20時54分 | 同時ネット |                 |
| 長崎県         | 長崎放送（NBC）           | TBS系列        | 木曜 20時00分 - 20時54分 | 同時ネット |                 |
| 熊本県         | 熊本放送（RKK）           | TBS系列        | 木曜 20時00分 - 20時54分 | 同時ネット |                 |
| 大分県         | 大分放送（OBS）           | TBS系列        | 木曜 20時00分 - 20時54分 | 同時ネット |                 |
| 宮崎県         | 宮崎放送（MRT）           | TBS系列        | 木曜 20時00分 - 20時54分 | 同時ネット |                 |
| 鹿児島県       | 南日本放送（MBC）         | TBS系列        | 木曜 20時00分 - 20時54分 | 同時ネット |                 |
| 沖縄県         | 琉球放送（RBC）           | TBS系列        | 木曜 20時00分 - 20時54分 | 同時ネット |                 |
| 福井県         | 福井テレビ（FTB）         | フジテレビ系列 | 月曜 22時00分 - 22時54分 | 遅れネット |                 |
| 秋田県         | 秋田放送（ABS）           | 日本テレビ系列 | 土曜 17時00分 - 17時54分 | 遅れネット |                 |
| 愛媛県         | 南海放送（RNB）           | 日本テレビ系列 | 土曜 22時00分 - 22時54分 | 遅れネット |                 |

| TBS系列 木曜20:00枠                                  | TBS系列 木曜20:00枠                                   | TBS系列 木曜20:00枠                                    |
| 前番組                                               | 番組名                                                | 次番組                                                 |
| ---------------------------------------------------- | ----------------------------------------------------- | ------------------------------------------------------ |
| 世界まるごと2001年 （1990年4月12日 - 1991年3月28日） | 敏感!エコノクエスト （1991年4月11日 - 1991年9月19日） | ご存知!平成一番人気 （1991年10月17日 - 1992年3月26日） |